# IK Sirius Fotboll
IK Sirius Fotboll – szwedzki klub piłkarski, mający siedzibę w mieście Uppsala w środkowej części kraju.

## Historia
Chronologia nazw:
- 1907: IK Sirius Fotboll

Piłkarski klub Sirius został założony w mieście Uppsala, 70 km na północ od Sztokholmu, w 1907 roku. W 1910 roku zespół startował po raz pierwszy w serii Uppsala Idrottsförbunds, a w 1915 roku osiągnął drugą rundę mistrzostw Szwecji. W 1917 i 1918 roku dotarł do półfinału mistrzostw Szwecji. Wreszcie, w sezonie 1924, zespół przegrał 0:5 w finale Svenska Mästerskapet z Fässbergs IF.
Przez kolejne czterdzieści lat klub występował w ligach niższego szczebla. W 1961 zwyciężył w Division 3 w grupie Östra Svealand i awansował do Division 2. Ale po zajęciu 11,miejsca w grupie Svealand Division 2, spadł z powrotem do Division 3. W 1966 znów zwyciężył w grupie Östra Svealand Division 3 i zdobył promocję do Division 2. W 1968 zajął najpierw pierwsze miejsce w grupie Svealand, a potem razem z innymi 3 zwycięzcami swoich grup walczył w turnieju finałowym o awans do Allsvenskan. Debiut w najwyższej lidze był nieudanym - ostatnie 12.miejsce w sezonie 1969 spowodowało spadek do Division 2. Po zwycięstwie Division 2 Norra w 1972 wrócił na dwa sezony do Allsvenskan. W 1973 uratował się przed spadkiem (12.pozycja), ale już przedostatnia 13.pozycja w 1974 skierowała zespół do występów w Division 2 Norra. W 1979 klub spadł do Division 3 Norra Svealand, a 1983 przez rok grał w Division 4 Uppland. W 1986 ponownie spadł do Division 4, gdzie spędził dwa sezony 1987 i 1988.
Od 1988 klub zaczął piąć się po szczeblach lig. Najpierw wrócił do Division 3 Norra Svealand, w 1989 zdobył awans do Division 2 Norra, a w 1990 do Division 1 Norra. Do 1999 występował w Division 1, z wyjątkiem 1997, kiedy występował w Division 2. Od 2000 klub występował ponownie w Division 2.
Przed sezonem 2006 odbyła się kolejna reforma systemu lig - została wprowadzona na II poziomie Superettan, a Division 2 stała nazywać się Division 1, itd. Po zajęciu drugiego miejsca w grupie Norra Svealand Division 2, w następnym 2006 pozostał w tej samej lidze zwanej już Division 1. Sezon 2006 zakończył na drugiej pozycji, a potem wygrał w barażach z FC Väsby United i zdobył awans do Superettan. W 2009 zajął przedostatnie 15.miejsce i znów został zdegradowany do Division 1. W 2010 był drugim w Division 1 Norra, i musiał walczyć z Jönköpings Södra IF o awans do Superettan. Wynik w barażach był 0:4 i sezon 2011 rozpoczął ponownie w Division 1 Norra. Dopiero w 2013 klub zwyciężył w Division 1 Norra i wrócił do Superettan. W 2014 zakończył rozgrywki na 6.pozycji, w 2015 był trzecim, a w 2016 zdobył mistrzostwo i po raz kolejny wrócił do Allsvenskan.

## Sukcesy

### Trofea międzynarodowe
Nie uczestniczył w rozgrywkach europejskich (stan na 31-05-2016).

### Trofea krajowe
| \| \| Zdobyte trofea w rozgrywkach Szwecji (stan na: 31-03-2017) \| |                                                            |      |                                                   |
| Rozgrywki                                                           | Osiągnięcie                                                | Razy | Sezon(y)                                          |
| Mistrzostwo                                                         | I miejsce                                                  | 0    |                                                   |
| Mistrzostwo                                                         | II miejsce                                                 | 1    | 1924 (SM)                                         |
| Mistrzostwo                                                         | III miejsce                                                | 2    | 1917 (SM), 1918 (SM)                              |
| Mistrzostwo                                                         | 12. miejsce                                                | 2    | 1969, 1973                                        |
| Puchar                                                              | zdobywca                                                   | 0    |                                                   |
| Puchar                                                              | finalista                                                  | 0    |                                                   |
| Puchar                                                              | półfinalista                                               | 1    | 2013/14                                           |
| II liga                                                             | I miejsce                                                  | 1    | 1968 (Svealand), 1972 (Norra), 1972 (Norra), 2016 |
| II liga                                                             | II miejsce                                                 | 0    | 1970 (Svealand), 1971 (Svealand)                  |
| II liga                                                             | III miejsce                                                | 0    | 1977 (Norra), 2015                                |
| Szwecja                                                             | Zdobyte trofea w rozgrywkach Szwecji (stan na: 31-03-2017) |      |                                                   |

- Division 1 Norra (III Liga):
  - mistrz (1x): 2013
  - wicemistrz (2x): 2006, 2010

## Stadion
Klub rozgrywa swoje mecze domowe na stadionie Studenternas IP w Uppsala, który może pomieścić 6300 widzów.

## Skład
Stan na 22 sierpnia 2018
| Nr | Poz. | Piłkarz         |
| -- | ---- | --------------- |
| 1  | BR   | Karim Fegrouche |
| 3  | OB   | Karl Larson     |
| 4  | OB   | Oscar Pehrsson  |
| 5  | OB   | Daniel Jarl     |
| 6  | OB   | Johan Eiswohld  |
| 7  | PO   | Abdul Razak     |
| 8  | OB   | Tim Björkström  |
| 9  | NA   | Jonas Lindberg  |
| 10 | PO   | Elias Andersson |
| 11 | PO   | Charbel Georges |
| 12 | PO   | Henry Offia     |
| 13 | PO   | Sylvin Kayembe  |
| 14 | NA   | Ian Sirelius    |

| Nr | Poz. | Piłkarz                           |
| -- | ---- | --------------------------------- |
| 15 | PO   | Sam Lundholm                      |
| 16 | OB   | Axel Björnström                   |
| 18 | OB   | Jesper Arvidsson                  |
| 19 | PO   | Christer Gustafsson (wicekapitan) |
| 21 | PO   | Robert Åhman Persson              |
| 22 | PO   | Stefano Vecchia                   |
| 23 | PO   | Philip Haglund                    |
| 24 | NA   | Karvan Ahmadi                     |
| 25 | PO   | Mauricio Albornoz                 |
| 26 | PO   | Mohammed Saeid                    |
| 30 | BR   | Lukas Jonsson                     |
| 35 | BR   | Gustav Nyberg                     |
| 90 | PO   | Moses Ogbu (kapitan)              |